# Виртуелни ресторан
Виртуелни ресторан је типична виртуелна локација ресторана која може да прими припрему неколико различитих врста кухиња.  Стратегија поседовања више брендова и кухиња може циљати шири спектар купаца. Храну могу припремати специјализовани кувари или било који други кувари. Виртуелни ресторани су намењени људима који траже професионално припремљену храну уз погодност локалне доставе 
Виртуелни ресторан, познат и као облачна кухиња или тамна кухиња, представља угоститељски објекат који опслужује купце искључиво путем доставе или преузимања, на основу телефонских или онлајн наруџбина. Виртуелни ресторани су независни пословни објекти који функционишу из постојеће кухиње неког ресторана или из засебне, посебно опремљене кухиње ван традиционалног ресторанског простора.   Пошто не поседују класичан ресторан са пуним сервисом, продајним простором и трпезаријом, виртуелни ресторани могу смањити трошкове изнајмљивањем јефтинијих или мањих пословних простора.  Смањени простор смањује укупне режијске и оперативне трошкове, што доводи до већих профитних маржи, јер се цена хране која се испоручује обично не мења. Формат јединствене кухиње код виртуелних ресторана омогућава више брендова да користе заједнички кухињски простор. Назив кухиња духова односи се на исти концепт као виртуелни ресторан.  

## Позадина
Са растом урбанизације и ужурбаним савременим начином живота, потражња за услугама доставе хране значајно је порасла, што је довело до преласка са традиционалног начина обедовања на онлајн наручивање хране.  Виртуелни ресторани су добили значајну пажњу током пандемије COVID-19 2020. године. Многи ресторани су били у потпуности затворени због ограничења везаних за јавно обедовање, или су радили смањеним капацитетом, јер је чак и након побољшања ситуације само ограниченом броју гостију било дозвољено да обедује у објекту. Истовремено, потражња за доставом хране на кућну адресу је порасла јер су људи морали да остану код куће. Кухиње духова су помогле традиционалним ресторанима да надокнаде губитке и минимизирају отпуштања запослених тако што су им омогућиле да припремају храну за више брендова и одрже посао.
Виртуелни ресторани се постављају унутар постојећих ресторана, што омогућава предузећима да смање трошкове дељењем простора.  Виртуелни ресторани такође штеде новац избегавајући услугу оброка у ресторану ослањајући се на услугу доставе. Виртуелни ресторани се ослањају на сопствене возаче доставе или апликације за доставу трећих страна као што су Grubhub, Uber Eats, Postmates и DoorDash како би достављали храну купцима.  
Типична виртуелна локација ресторана може да прими припрему неколико различитих врста кухиња.  Стратегија поседовања више брендова и кухиња може циљати шири спектар купаца. Храну могу припремати специјализовани кувари или било који други кувари. Виртуелни ресторани су намењени људима који траже професионално припремљену храну уз погодност локалне доставе.

## Функција
Одсуство физичке локације за корисничку услугу омогућава компанијама да без већег ризика и лако испробавају нове меније, брендове и концепте. Менији се могу брзо прилагодити актуелним трендовима или усмерити ка различитим демографским групама нудећи разноврсне кухиње.  Онлајн природа кухиња духова омогућава виртуелним ресторанима да прате податке и аналитику купаца кроз процес наручивања хране и доносе одлуке засноване на подацима. Могу да прате популарност артикала, време чекања и повратне информације купаца путем оцена и да у складу са тим прилагоде своје меније.

## Критика
Ресторани духови су критиковани због непријатних услова рада, скучених кухиња без прозора и тога што су деловали као параван за друге ресторане.  
У Уједињеном Краљевству, оператери ресторана The Restaurant Group и Casual Dining Group критиковани су 2019. године због недостатка транспарентности у вези са брендовима виртуелних ресторана. Утврђено је да компаније воде неколико виртуелних брендова који продају сличну или идентичну храну као и њихови популарнији брендови из продавница. 

## Списак ресторана повезаних ланаца
Неколико брендова виртуелних ресторана има повезане локације физичких ресторана. Следећи су виртуелни ресторани за које се зна да користе кухиње духова.

### Бразил
- Aussie Chicken је кухиња духова којом управљају Outback Steakhouse и Abbraccio.

- Дурти Догс је кухиња којом управља Пикл Барел.[29][31][32]